# Apanteles burunganus
Apanteles burunganus är en stekelart som beskrevs av De Saeger 1944. Apanteles burunganus ingår i släktet Apanteles och familjen bracksteklar. Inga underarter finns listade i Catalogue of Life.